# Liste des jardins portant le label Jardin remarquable dans les Hauts-de-France
Cet article recense les jardins possédant le label « jardin remarquable » dans les Hauts-de-France, en France.
Au début 2024, la région compte 34 jardins ainsi labellisés.

## Liste
| Jardin                                  | Département   | Commune                   | Année | Coordonnées                 | Photo |
| --------------------------------------- | ------------- | ------------------------- | ----- | --------------------------- | ----- |
| Parc et jardin de Bosmont               | Aisne         | Bosmont-sur-Serre         | 2004  | 49° 43′ 41″ N, 3° 51′ 39″ E |       |
| Jardin du château de La Muette          | Aisne         | Largny-sur-Automne        | 2004  | 49° 15′ 38″ N, 3° 02′ 11″ E |       |
| Jardins du château                      | Aisne         | Puisieux-et-Clanlieu      | 2006  | 49° 51′ 22″ N, 3° 40′ 33″ E |       |
| Jardins du château de Viels-Maisons     | Aisne         | Viels-Maisons             | 2004  | 48° 53′ 44″ N, 3° 23′ 49″ E |       |
| Ferme du mont des Récollets             | Nord          | Cassel                    | 2006  | 50° 48′ 09″ N, 2° 30′ 15″ E |       |
| Parc arboretum du manoir aux loups      | Nord          | Halluin                   | 2004  | 50° 45′ 46″ N, 3° 08′ 43″ E |       |
| Mosaïc, le jardin des cultures          | Nord          | Houplin-Ancoisne          | 2015  | 50° 34′ 40″ N, 2° 59′ 05″ E |       |
| Jardin des Géants                       | Nord          | La Madeleine              | 2020  | 50° 38′ 36″ N, 3° 04′ 32″ E |       |
| Parc Barbieux                           | Nord          | Roubaix                   | 2011  | 50° 40′ 18″ N, 3° 09′ 18″ E |       |
| Jardin et parc du château de Chantilly  | Oise          | Chantilly                 | 2004  | 49° 11′ 45″ N, 2° 28′ 33″ E |       |
| Potager des Princes                     | Oise          | Chantilly                 | 2005  | 49° 12′ 04″ N, 2° 27′ 47″ E |       |
| Jardin et parc du château de Compiègne  | Oise          | Compiègne                 | 2004  | 49° 25′ 05″ N, 2° 49′ 46″ E |       |
| Roseraie de l'abbaye de Chaalis         | Oise          | Fontaine-Chaalis          | 2004  | 49° 10′ 15″ N, 2° 41′ 04″ E |       |
| Jardin des ifs                          | Oise          | Gerberoy                  | 2018  | 49° 32′ 02″ N, 1° 51′ 00″ E |       |
| Jardin Henri-Le-Sidaner                 | Oise          | Gerberoy                  | 2015  | 49° 32′ 01″ N, 1° 51′ 02″ E |       |
| Jardin du Brûle                         | Oise          | Herchies                  | 2018  | 49° 29′ 18″ N, 2° 00′ 42″ E |       |
| Roseraie David Austin                   | Oise          | Morienval                 | 2020  | 49° 17′ 48″ N, 2° 55′ 22″ E |       |
| Jardin du Moulin Ventin                 | Oise          | Paillart                  | 2018  | 49° 39′ 59″ N, 2° 19′ 46″ E |       |
| Jardin du peintre André van Beek        | Oise          | Saint-Paul                | 2015  | 49° 25′ 13″ N, 2° 00′ 24″ E |       |
| Parc de Valgenceuse                     | Oise          | Senlis                    | 2004  | 49° 12′ 03″ N, 2° 36′ 05″ E |       |
| Jardin du donjon de Vez                 | Oise          | Vez                       | 2004  | 49° 15′ 29″ N, 3° 00′ 17″ E |       |
| Jardins du manoir d'Hénocq              | Pas-de-Calais | Bréxent-Énocq             | 2015  | 50° 29′ 55″ N, 1° 42′ 13″ E |       |
| Parc et jardin du château de Conteval   | Pas-de-Calais | La Capelle-lès-Boulogne   | 2018  | 50° 44′ 02″ N, 1° 42′ 14″ E |       |
| Jardin des Lianes                       | Pas-de-Calais | Chériennes                | 2006  | 50° 18′ 44″ N, 2° 02′ 15″ E |       |
| Parc du Louvre-Lens                     | Pas-de-Calais | Lens                      | 2020  | 50° 25′ 56″ N, 2° 48′ 16″ E |       |
| Jardin botanique du Beau Pays           | Pas-de-Calais | Oye-Plage                 | 2015  | 50° 57′ 35″ N, 1° 59′ 23″ E |       |
| Jardins de Séricourt                    | Pas-de-Calais | Séricourt                 | 2004  | 50° 17′ 50″ N, 2° 18′ 45″ E |       |
| Parc d'Émonville                        | Somme         | Abbeville                 | 2015  | 50° 06′ 31″ N, 1° 50′ 05″ E |       |
| Jardin des plantes                      | Somme         | Amiens                    | 2015  | 49° 54′ 05″ N, 2° 17′ 47″ E |       |
| Jardins de l'abbaye de Valloires        | Somme         | Argoules                  | 2004  | 50° 20′ 55″ N, 1° 49′ 08″ E |       |
| Jardin du château de Maizicourt         | Somme         | Maizicourt                | 2004  | 50° 11′ 40″ N, 2° 07′ 33″ E |       |
| Jardin floral du château de Digeon      | Somme         | Morvillers-Saint-Saturnin | 2004  | 49° 45′ 52″ N, 1° 47′ 49″ E |       |
| Parc et Roseraie du château de Rambures | Somme         | Rambures                  | 2006  | 49° 56′ 43″ N, 1° 42′ 28″ E |       |
| Herbarium des Remparts                  | Somme         | Saint-Valery-sur-Somme    | 2004  | 50° 11′ 15″ N, 1° 37′ 44″ E |       |